# Бадамшин, Гариф Сиразетдинович
Гариф Сиразетдинович Бадамшин (тат. Гариф Сирәзәтдин улы Бадамшин, 1865—1939) — чистопольский купец, депутат Государственной думы I и II созывов от Казанской губернии.

## Биография
Мусульманин. По одним сведениям, татарин, по другим — чуваш. По происхождению, из крестьян деревни Новые Челны Матаковской волости Спасского уезда Казанской губернии. Был учеником в Чистопольском медресе, но курса не окончил. Получил домашнее начальное образование. Значительную часть жизни прожил в Чистополе. Вначале земледелец, позднее занимался торговлей мануфактурой; владелец галантерейного магазина. Имел собственный дом. Придерживался джадидистских идей, многократно участвовал в собраниях чистопольских мусульман. В 1905 году — соавтор петиций и ходатайств от мусульман Чистополя, посетил с делегацией мусульман Санкт-Петербург. Пользовался популярностью у местного населения. Вошёл в «Союз автономистов».
14 апреля 1906 года был избран в Государственную думу I созыва от общего состава выборщиков Казанского губернского избирательного собрания. Вошёл в Трудовую группу, поставил свою подпись под проектом «33-х» по аграрному вопросу (проект трудовиков). Во время роспуска Думы был по торговым делам на ярмарке в селе Богородском. Там по предложению местных жителей выступил перед собравшимися крестьянами с речью о деятельности Думы. К составлению «Выборгского воззвания» был непричастен, и тем не менее был взят в административном порядке под полицейский надзор. В Чистополе в декабре 1906 года был арестован по обвинению в «противоправительственной» пропаганде и распространении «Выборгского воззвания». Содержался в Чистопольской тюрьме в одной камере с Гаязом Исхаки и М. Х. Амирхановым, дядей татарского классика Фатиха Амирханова. В январе 1907 года был освобождён по распоряжению министра внутренних дел П. А. Столыпина. Арест и пребывание в тюрьме принесли Бадамшину громкую репутацию выразителя народных интересов, что помогло ему в избрании во II Государственную думу.

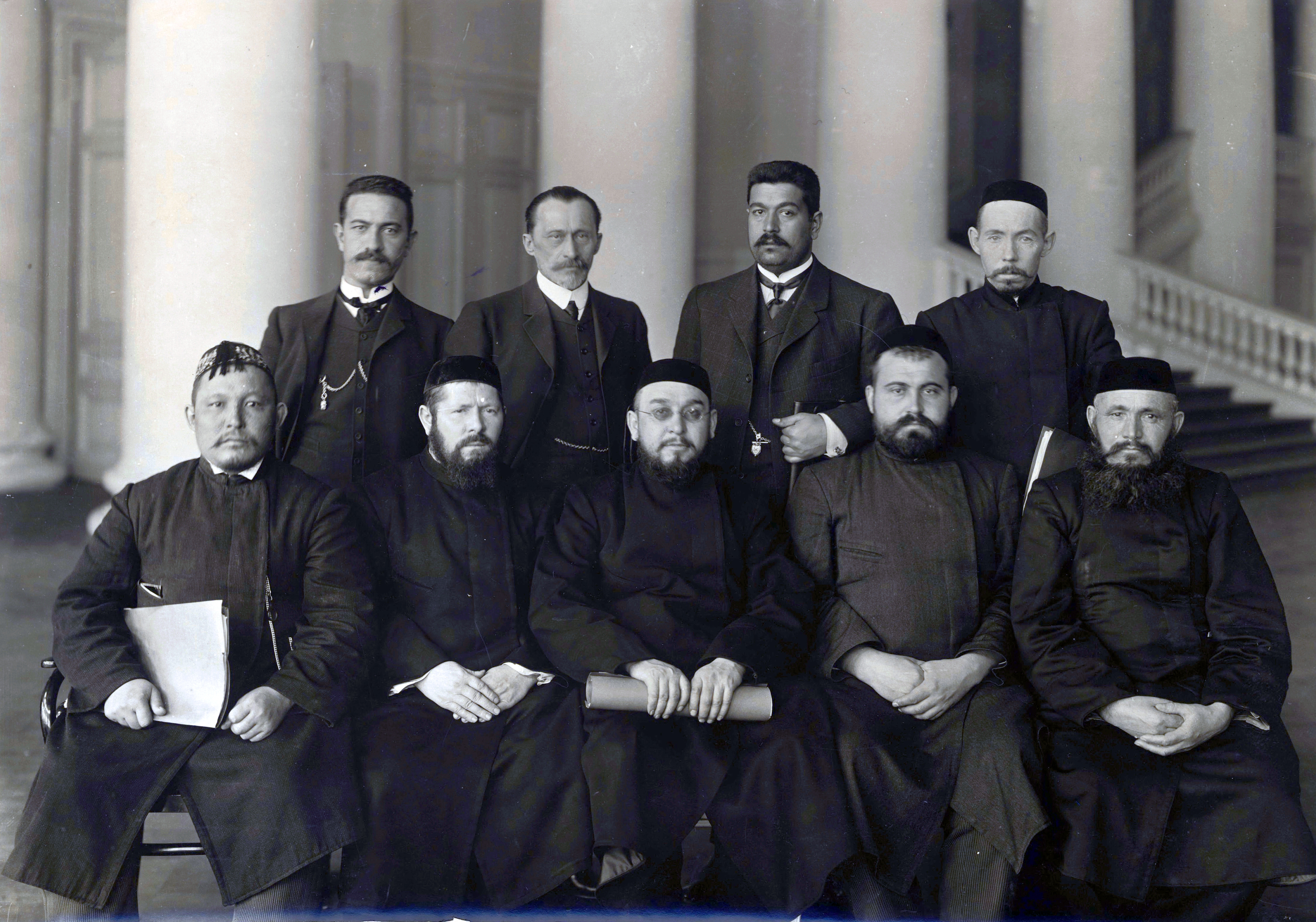
Группа депутатов Мусульманской фракции II Государственной Думы. Стоят: Махмудов М., Тевкелев К., Зейналов З., Бадамшин Г.; сидят: Кощегулов Ш., Хасанов М., Усманов Х., Атласов Х., Мусин Г.

6 февраля 1907 года был избран в Государственную думу II созыва от общего состава выборщиков Казанского губернского избирательного собрания. Вошёл в Трудовую группу и фракцию Крестьянского союза, затем вместе с 5 мусульманскими депутатами образовал Мусульманскую трудовую группу («Мусульман хезмят тейфасэ»). Член Бюджетной комиссии. Выступление Г. С. Бадамшина «Россия — для всех, кто в ней живёт» сохраняет актуальность и сейчас, более века спустя, и было многократно опубликовано в различных изданиях и интернете.
После роспуска Думы вернулся в Чистополь. В феврале 1908 года у Бадамшина был проведён обыск, он был вторично арестован за найденную у него нелегальную брошюру. В конце марта 1908 года был освобождён по заключению консилиума врачей, что предупредило его высылку «в административном порядке на 3 года в северную губернию без мусульманского населения, без права возвращения в Казанскую губернию». Активную политическую деятельность прекратил, продолжал занятия торговлей.
В 1918 году в Чистополе в доме Бадамшимна скрывались Гаяз Исхаки и члены разогнанного большевиками Учредительного собрания Фуад Туктаров и Валитхан Таначев. Бадамшин был предупреждён соседом Петром Логутовым, у которого сын Фёдор работал в местной ЧК, о грозящем его гостям аресте, что спасло жизни выдающимся деятелям татарской культуры.
Дальнейшая судьба неизвестна. Похоронен на Татарском кладбище в Казани.

## Семья
- Сын — Хамит (1905—после 1990)[6]
- Старший брат — Зариф, его дочь Хадича[тат.] (1883—1950), зубной врач, деятельница татарского женского движения, была замужем (с 1902) за известным татарским социал-демократом Х. М. Ямашевым (1882—1912), а после его смерти за политическим деятелем, адвокатом Валидханом Таначевым (1882—1968), весной 1917 стала первой женщиной, избранной гласной Казанской городской Думы. В советское время дважды арестована и отпущена и ещё дважды репрессирована вместе с мужем, умерла в ссылке[7][8].

### Рекомендованная литература
- Мусульманские депутаты Государственной думы России, 1906—1917 гг. Сборник документов и материалов. Уфа, 1998. С. 281—282;
- Усманова Д. М. Мусульманские представители в Российском парламенте, 1906—1917. Казань, 2005.
- Циунчук Р. А. Г. С. Бадамшин // Татарская энциклопедия, в 5-ти томах / — Казань: Институт Татарской Энциклопедии, 2002. — Т. 1; А-В-С. 270.
- Национальный архив Республики Татарстан. Фонд 199. Опись .2. Дело 414
- Российский государственный исторический архив. Фонд 1278. Опись 1 (1-й созыв). Дело 98. Лист 17; Опись 1 (2-й созыв). Дело 25; Дело 551. Лист 9; Фонд 1327. Опись 1. 1905 г. Дело 141. Лист 71 оборот; Дело 143. Лист 50 оборот.